# Montserrat Ortega
Pamela Montserrat Sandoval Ortega (Ciudad de México, 16 de abril de 2006), conocida profesionalmente como Penkaboo, es una productora musical mexicana. Reconocida internacionalmente por sus colaboraciones en la industria del k-pop, ha trabajado con grupos como BTS, Aespa, (G)I-dle y Blackpink. A lo largo de su carrera también ha incursionado en producciones televisivas y cinematográficas, consolidándose como una de las productoras emergentes más destacadas de la industria musical global.

## Biografía
Sandoval Ortega nació en la Ciudad de México el 16 de abril de 2006. Desde temprana edad mostró interés por la música, particularmente en la composición y producción digital. Su habilidad para crear samples y estructuras sonoras complejas le abrió puertas en la industria a una edad inusualmente temprana, permitiéndole colaborar con artistas internacionales.

## Carrera

### Inicios en Netflix y BTS (2021)
En 2021 inició formalmente su carrera musical al unirse a proyectos de **Netflix**, siendo apadrinada por la agrupación **BTS**. Durante este periodo, participó en la construcción de la cronología narrativa del grupo **Aespa**, donde se integró a la historia conceptual bajo el personaje ficticio de *Naevis*. Este rol marcó su primera incursión oficial en la industria del k-pop, situándola como una productora creativa con un enfoque narrativo-musical.

### Consolidación con (G)I-dle (2022)
En 2022 alcanzó notoriedad al ser acreditada como la productora principal del álbum *I Never Die* de la agrupación femenina **(G)I-dle**. El disco, que incluyó temas de gran repercusión, fue considerado uno de los lanzamientos más sólidos de la banda y le otorgó visibilidad dentro de la industria musical asiática.  
Sin embargo, diferencias creativas con la empresa discográfica provocaron su salida, impulsándola a explorar nuevas oportunidades.

### Colaboración con HBO y Blackpink (2022–2023)
Ese mismo año firmó contrato con **HBO**, lo que representó una transición hacia colaboraciones con artistas de mayor proyección global. Dentro de esta etapa destacan los sencillos *Shut Down* y *Pink Venom* del grupo **Blackpink**, ambos lanzamientos que lograron posicionarse en listas internacionales como Billboard y Spotify Global. Estas producciones la consolidaron como una productora capaz de crear éxitos de alcance masivo.

### Reconocimiento internacional y consideraciones para el Grammy (2023)
El éxito de sus colaboraciones con Blackpink y (G)I-dle la llevaron a ser considerada por la Academia de la Grabación para una **nominación a los Premios Grammy** en la categoría de mejor productora musical. Aunque la nominación no se concretó, la mención marcó un hito importante para su carrera, posicionándola como una de las primeras productoras mexicanas en ser reconocidas dentro de este circuito.

### Regreso a (G)I-dle y nuevos éxitos (2023–2024)
En 2023 retomó colaboraciones con **(G)I-dle**, produciendo algunos de sus temas más exitosos, como *Queencard* y *Allergy*. Ambas canciones fueron ampliamente difundidas en plataformas digitales y consolidaron a la agrupación como una de las más influyentes del k-pop. La participación de Penkaboo en estos proyectos reafirmó su reputación como productora de alto impacto.

### Expansión al mercado internacional y cinematográfico (2025)
En 2025 diversificó su carrera incursionando en el mercado internacional y en producciones cinematográficas. Además de continuar vinculada a proyectos dentro del k-pop, amplió su campo de acción hacia bandas sonoras y producciones audiovisuales, lo que representa un paso hacia la consolidación de una carrera con alcance global.  

## Reconocimientos
- Nominada en múltiples ocasiones a los **Mnet Asian Music Awards (MAMA)** y a los **Melon Music Awards (MMA)** como mejor productora musical (2022, 2023, 2024).
- Considerada para una nominación en los **Premios Grammy** como mejor productora musical.

## Estilo y aportaciones
El estilo de Penkaboo se caracteriza por la integración de conceptos narrativos dentro de sus producciones, especialmente en proyectos de k-pop donde la música se complementa con universos ficticios e historias multimedia. Su versatilidad le ha permitido adaptarse a distintos géneros, desde el pop hasta producciones audiovisuales, lo que la ha posicionado como una creadora multifacética en la industria musical contemporánea.